# Daemonorops macroptera
Daemonorops macroptera är en enhjärtbladig växtart som först beskrevs av Friedrich Anton Wilhelm Miquel, och fick sitt nu gällande namn av Odoardo Beccari. Daemonorops macroptera ingår i släktet Daemonorops och familjen Arecaceae.
Artens utbredningsområde är Sulawesi. Inga underarter finns listade i Catalogue of Life.